# Sydney Football Club 2011-2012
Questa voce raccoglie le informazioni riguardanti il Sydney Football Club nelle competizioni ufficiali della stagione 2011-2012. 

## Stagione
Prima del campionato il Sydney effettua otto amichevoli collezionando tre vittorie, due pareggi e tre sconfitte.

## Maglie e sponsor
| Casa | Trasferta |

### Sponsor
| Sponsor tecnico - Adidas | Sponsor ufficiali - UNICEF/ Sydney Children's Hospital, CMRI (minor sponsor) |

## Rosa
| N. |                        | Ruolo | Calciatore        |
| -- | ---------------------- | ----- | ----------------- |
| 1  | Australia (bandiera)   | P     | Liam Reddy        |
| 2  | Australia (bandiera)   | D     | Sebastian Ryall   |
| 3  | Australia (bandiera)   | D     | Jamie Coyne       |
| 4  | Paesi Bassi (bandiera) | D     | Pascal Bosschaart |
| 5  | Australia (bandiera)   | D     | Michael Beauchamp |
| 6  | Giappone (bandiera)    | C     | Hirofumi Moriyasu |
| 7  | Australia (bandiera)   | C     | Brett Emerton     |
| 8  | Slovacchia (bandiera)  | C     | Karol Kisel       |
| 9  | Brasile (bandiera)     | A     | Bruno Cazarine    |
| 10 | Australia (bandiera)   | A     | Nick Carle        |
| 11 | Australia (bandiera)   | A     | Dimitri Petratos  |

| N. |                             | Ruolo | Calciatore               |
| -- | --------------------------- | ----- | ------------------------ |
| 12 | Australia (bandiera)        | C     | Shannon Cole             |
| 15 | Irlanda del Nord (bandiera) | C     | Terry McFlynn (capitano) |
| 16 | Australia (bandiera)        | C     | Joel Chianese            |
| 17 | Australia (bandiera)        | C     | Terry Antonis            |
| 18 | Finlandia (bandiera)        | A     | Juho Mäkelä              |
| 19 | Australia (bandiera)        | A     | Mark Bridge              |
| 20 | Australia (bandiera)        | P     | Ivan Necevski            |
| 21 | Australia (bandiera)        | C     | Scott Jamieson           |
| 22 | Australia (bandiera)        | D     | Nathan Sherlock          |
| 23 | Australia (bandiera)        | C     | Rhyan Grant              |
| 24 | Australia (bandiera)        | A     | Mitchell Mallia          |
| 30 | Australia (bandiera)        | P     | Ryan Norval              |